# Medvednica
Medvednica je malé pohoří v středním Chorvatsku, severně od hlavního města Záhřebu.
Pohoří zasahuje i přímo do centra hlavního města (čtvrť Kaptol), je západo-východního tvaru, dlouhé asi 30 km. Nejvyšší horou zde je vrch Sljeme (1 035 m), kde jsou umístěné různé vysílače; na vrchol hory bylo možné do roku 2007 dostat se pomocí lanové dráhy. V současnosti je v provozu autobusová linka 140 z tramvajové konečné Mihaljevac. Medvednica je mezi obyvateli hlavního města velmi oblíbená, hlavně díky svojí blízkosti. Na celém jejím území byl zřízen přírodní park.